# Vlambeveiliging

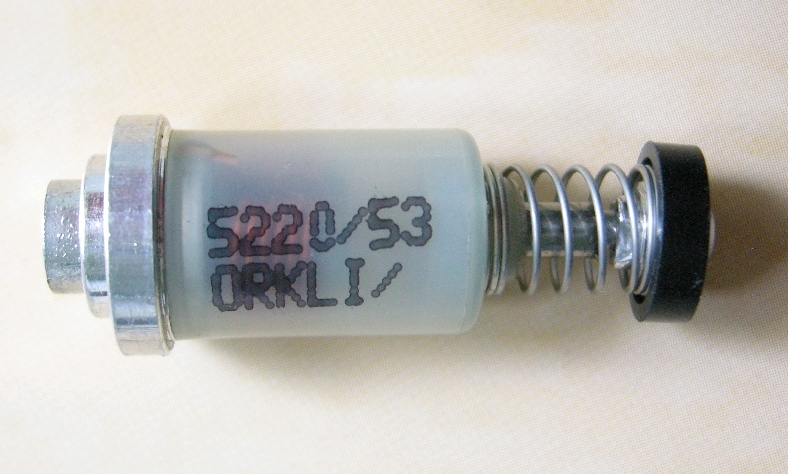
Veiligheidsklepje voor thermokoppel

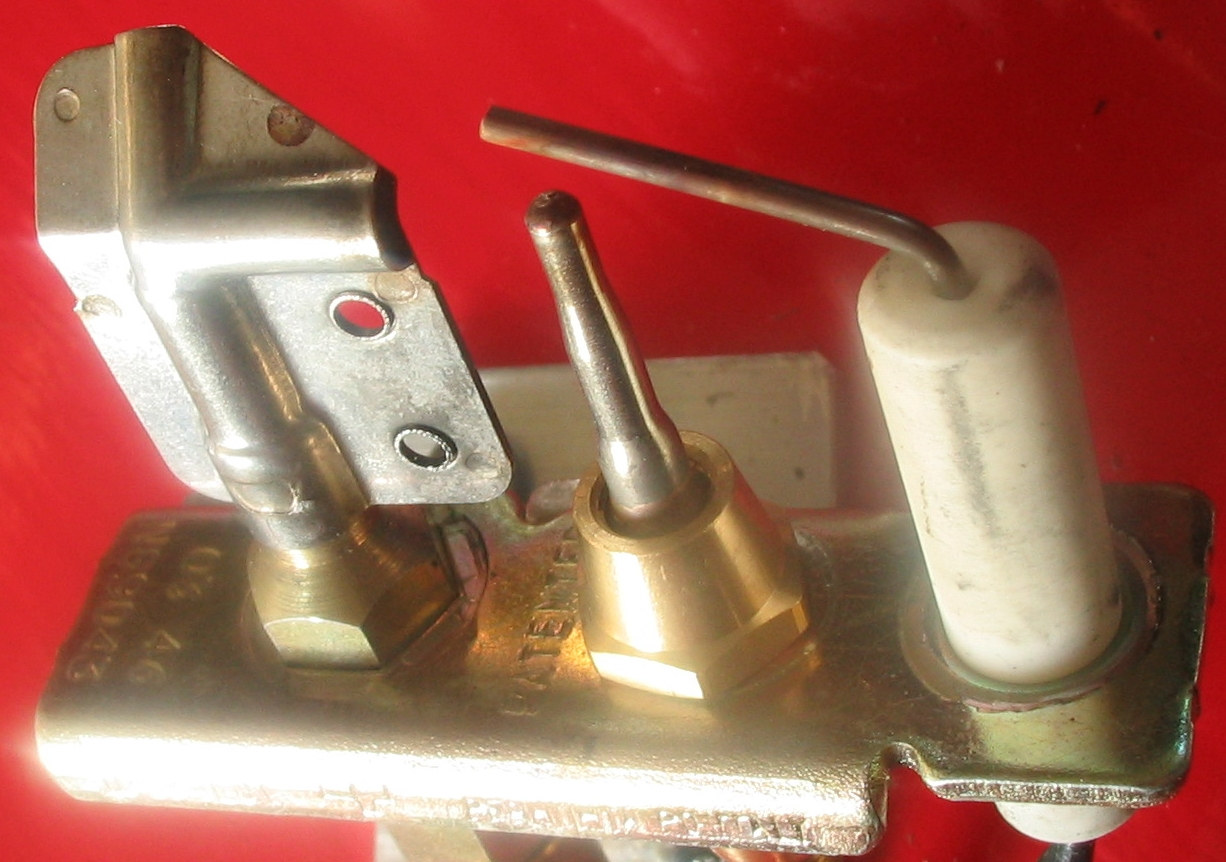
Waakvlambrander met combinatie van thermokoppel- en ionisatiebeveiliging

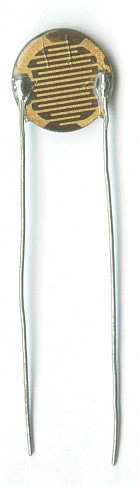
Lichtgevoelige vlambewaking: LDR

Een vlambeveiliging is een elektrische bewaking van de vlam in een stookolie of gasgestookt apparaat, waardoor de brandstoftoevoer stopt zodra of kort nadat de vlam uitgaat, bijvoorbeeld door uitwaaien of door een korte onderbreking van de brandstoftoevoer. 
Vlambeveiliging wordt globaal op drie manieren ingezet:
- Thermo-elektrische beveiliging (gas): met een thermokoppel dat met een elektrisch opgewekte stroom van de thermokoppelwerking een veiligheidsklepje open houdt zolang het door de vlam verhit wordt.
- Ionisatiebeveiliging (gas): het meten van de elektrische stroom door de vlam heen (door ionisatie van het gas)
- Stralingsdetectie (bijvoorbeeld bij stookolie en open haarden): 
  - Met een infrarood-vlambewaking, die de onregelmatigheid van de vlam (flikkering) registreert
  - Met ultraviolet-vlambewaking
  - Zichtbaar lichtdetectie van de vlam.

## Stookolie
De lichtgevoelige LDR-weerstand (Light Dependent Resistor) is een elektrische weerstand waarvan de waarde verandert door de hoeveelheid zichtbaar licht die erop valt. De weerstandswaarde wordt kleiner, naarmate de LDR sterker wordt belicht. LDR's reageren tamelijk traag. De besturing van de  brander meet de weerstand van de LDR en als deze gedurende een vooraf ingestelde tijd te hoog is (te weinig licht) dan wordt er alarm gegeven (de brander gaat uit) en moet deze manueel gereset worden.

## Gas
Als bij een gaskooktoestel de draaiknop een tijdje ingedrukt moet worden gehouden na het aansteken van de brander, dan wordt het veiligheidsklepje daardoor ingedrukt, zodat het gas naar de brander kan stromen. Zodra het thermokoppel heet genoeg is om voldoende elektrische stroom op te wekken om het elektromagneetklepje open te kunnen houden kan de knop worden losgelaten. Wordt de kraan weer dichtgedraaid, dan zal na enige tijd een klik te horen zijn: het klepje sluit omdat de stroom uit het thermokoppel niet groot genoeg meer is. 

## Voorbeelden
Voorbeelden van apparaten waarin een vlambeveiliging wordt toegepast: geisers, centrale verwarmingsketels, gaskachels, open haarden, gaskooktoestellen en de gaskoelkast. Bij de meeste van deze apparaten moet de knop voor de waakvlam enige tijd ingedrukt worden gehouden. Dit lijkt soms nodig te zijn omdat de gasaanvoer onvoldoende op gang komt, maar is in de eerste plaats nodig om het thermokoppel heet genoeg te laten worden. De vlambeveiliging voor gas heeft de gasgebrekbeveiliging grotendeels overbodig gemaakt. 